# Zum Ausziehen verführt
Zum Ausziehen verführt (Originaltitel: Failure to Launch) ist eine romantische Komödie von Regisseur Tom Dey mit Matthew McConaughey und Sarah Jessica Parker in den Hauptrollen. Kinostart in den USA war am 10. März 2006. Gegenüber einem Budget von rund 50 Millionen US-Dollar spielte der Film in den Kinos der USA ca. 88,66 Millionen und weltweit 128 Millionen US-Dollar ein.

## Handlung
Der Junggeselle Tripp ist 35 Jahre alt, Bootsmakler und wohnt immer noch bei seinen Eltern Sue und Al. An langfristigen Bindungen zu Frauen ist er nicht interessiert. Die letzte Rettung, um Freundinnen schnell loszuwerden, sieht der Frauenheld darin, dass er sie zu sich nach Hause einlädt. Spätestens danach wollen die Frauen nichts mehr von dem Nesthocker wissen.
Seine besten Freunde bestätigen ihn in seinem Lebensstil, weil auch sie noch bei ihren Eltern wohnen.
Seine Eltern haben ihren Untermieter schon längst satt, sie möchten ihr eigenes Leben leben und engagieren deshalb die attraktive Paula, damit sie Tripp dazu bewegt, aus dem Elternhaus auszuziehen. Paula ist eine professionelle „Ausziehhilfe“: Sie spielt Männern die große Liebe vor, um sie zum Wohnungswechsel zu bewegen, und verlässt diese dann. Für diese Leistung wird sie von Tripps Eltern bezahlt.
Tripp bringt Paula das Segeln bei und sie heuchelt zunächst echte Liebe. Paula verliebt sich dann aber tatsächlich in ihren Klienten und schläft mit ihm. Das schafft einige Probleme. Gleichzeitig erpresst Tripps Freund Ace Paula und verlangt von ihr, dass sie ihre attraktive Mitbewohnerin Kit dazu überredet, mit ihm auszugehen. Widerwillig erklärt sich Kit dazu bereit, und aus den beiden wird ein Paar. Da Tripp über seinen Freund Demo erfährt, dass Paula von seinen Eltern engagiert worden ist, trennt er sich im Streit von ihr und zieht von zuhause aus. Paula ist niedergeschlagen und will die Stadt verlassen. Sie will wieder zurück nach Colorado ziehen, weil sie immer noch in Tripp verliebt ist, er aber nichts mehr mit ihr zu tun haben will. Paulas Freundin und Tripps Kumpels tragen dazu bei, dass sie ihre Entscheidung ändert und die beiden wieder zueinander finden. Am Ende sieht man das verliebte Paar Tripp und Paula auf einem Boot.

## Kritiken
Zum Ausziehen verführt erhielt ein eher schlechtes Presseecho, was sich auch in den Auswertungen US-amerikanischer Aggregatoren widerspiegelt. So erfasst Rotten Tomatoes größtenteils kritische Besprechungen und ordnet den Film dementsprechend als „Gammelig“ ein. Laut Metacritic fallen die Bewertungen im Mittel „Gemischt oder Durchschnittlich“ aus.
James Berardinelli schrieb auf ReelViews, der Film sei weder romantisch noch als eine Komödie gelungen. Der Film schaffe es nicht, das Interesse des Zuschauers an den Hauptfiguren zu wecken und die Beziehung glaubhaft zu machen.
Roger Ebert bezeichnete die Figuren in der Chicago Sun-Times (10. März 2006) als „dumm“ („stupid“). Er schrieb, ein Delphin stehle McConaughey und Parker die Schau. Er kritisierte ebenfalls den Schnitt des Films.
Das Lexikon des internationalen Films schrieb: „Sinnfreie, ganz auf Frohsinn getrimmte romantische Komödie, die ihrer belanglosen Handlung weder durch inszenatorisches Timing noch überzeugende Gags besonderen Reiz verleiht.“

## Auszeichnungen
- 2006: Teen Choice Award Sarah Jessica Parker nominiert als Beste Darstellerin
- 2006: Teen Choice Award nominiert für die beste Komödie
- 2007: AARP Movies for Grownups Award nominiert für die beste Komödie
- 2007: Kids’ Choice Award Sarah Jessica Parker nominiert als Beste Darstellerin
- 2007: People’s Choice Award nominiert für die beste Komödie